# 淵上隆
淵上 隆（ふちがみ たかし）は、日本の外交官、研究者。2014年（平成26年）4月15日からドミニカ共和国駐箚特命全権大使。

## 経歴・人物
兵庫県出身。1974年（昭和49年）東京外国語大学スペイン語学科を卒業する。1979年（昭和54年）筑波大学大学院修士課程地域研究研究科を修了する。専攻分野は中南米現代史であった。1979年（昭和54年）から1984年（昭和59年）まで筑波大学歴史人類学系助手。1980年（昭和55年）から1981年（昭和56年）までメキシコ大学院大学客員研究員。1983年（昭和58年）から1986年（昭和61年）まで在パラグアイ日本大使館専門調査員。1986年（昭和61年）外務省に入省する。本省では中南米局に勤務した他、ベネズエラ、メキシコ、スペイン（マドリッド、バルセロナ）、ニカラグアの各在外公館に勤務した。中南米局中南米第一課課長補佐、在ニカラグア日本大使館一等書記官などを務めたのち、2010年（平成22年）10月、外務省中米カリブ課地域調整官、2012年（平成24年）9月、バルセロナ総領事を経て、2014年（平成26年）4月15日からドミニカ共和国駐箚特命全権大使。5月16日から兼ハイチ国駐箚特命全権大使。

## 同期
- 石川浩司（22年シンガポール大使・20年官房長・19年南部アジア部長）
- 岩間公典（22年バングラデシュ大使・20年デュッセルドルフ総領事）
- 牛尾滋（22年南アフリカ大使・19年ポルトガル大使・18年アフリカ部長）
- 宇山智哉（21年WTO事務局長上級補佐官）
- 大鷹正人（24年タイ大使・20年ハンガリー大使・19年外務報道官）
- 片江学巳（23年ルーマニア大使・20年瀋陽総領事）
- 河原節子（22年デュッセルドルフ総領事・21年公務員研修所副所長・18年フランクフルト総領事）
- 木村徹也（22年東ティモール大使・20年国連日本政府代表部大使・17年ミュンヘン総領事）
- 四方敬之（24年マレーシア大使・21年内閣広報官・20年外務省経済局長）
- 進藤雄介（21年在デトロイト日本国総領事・18年パキスタン公使・15年軍縮会議公使）
- 鈴木量博（23年オーストラリア大使・20年トルコ大使・18年北米局長）
- 中村安志（09年中南米局南米課課長補佐）
- 久島直人（22年中曾根康弘世界平和研究所・20年国際平和協力本部事務局長）
- 三上正裕（22年ベルギー、北大西洋条約機構日本政府代表部大使・19年カンボジア大使・17年国際法局長）
- 道井緑一郎（23年フィジー大使）
- 南博之（24年特命全権大使（国際テロ対策・組織犯罪対策協力担当）・20年コンゴ民主共和国大使）
- 山田重夫（23年駐米大使・21年外務審議官(政務担当)・19年総合外交政策局長）
- 吉田朋之（23年日本国際問題研究所所長・20年外務報道官・19年中南米局長・17年軍縮不拡散・科学部長）
- 若林啓史（16年東北大学教授）